# Ackerhof-Portal

Portal mit Marstallgebäude im Zentrum und der Friesenstraße rechts.

Das Ackerhof-Portal, gelegentlich auch als Schlossportal am Ackerhof bezeichnet, befand sich bis zu seiner Einlagerung 1971 im nordwestlichen Bereich des Ackerhofes, eines Platzes in der Innenstadt von Braunschweig.
Das einem römischen Triumphbogen nachgebildete Portal wurde 1772 von Wilhelm von Gebhardi als Eingang zum Schlossgarten des „Grauen Hofes“ entworfen. Ursprünglich stand es auf der Nordseite des Schlossgartens und diente als Verbindung mit dem Steinweg. Zwischen 1791 und 1807 wurde es an den Ackerhof am Südende des Parks versetzt und wurde folglich erst ab diesem Zeitpunkt als „Ackerhof-Portal“ bezeichnet. Es war fortan der Eingang zum herzoglichen Marstall.
Aufgrund der schweren Zerstörungen in der Braunschweiger Innenstadt während des Zweiten Weltkrieges, insbesondere auch im nördlichen Bereich des Ackerhofes und der Nordseite der Langedammstraße, kam es Anfang der 1970er Jahre im Zuge des Wiederaufbaus im Bereich der 1960 abgerissenen Schlossruine zu umfangreichen Bautätigkeiten. Vor allem wegen der Neuanlage der Georg-Eckert-Straße fast quer über das ehemalige Schlossgelände und den Park wurde das Portal 1971 zerlegt, katalogisiert und anschließend auf dem städtischen Bauhof eingelagert. Das dazugehörige, seit der Nachkriegszeit verloren geglaubte schmiedeeiserne Tor konnte 1985 aus Bauschutt geborgen und restauriert werden. Seit Anfang der 1990er Jahre wird der Wiederaufbau des Portals immer wieder diskutiert.